# Fabrizio De André (Antologia nera)
Fabrizio De André è una compilation di Fabrizio De André pubblicata nel 1976.

## Copertina
Comunemente è denominato anche "Antologia nera", per il colore dominante su fronte e retro copertina; la fotografia (poi sostituita da un'altra, a colori, che ritrae De André in concerto) è il dettaglio da uno degli scatti presenti nell'interno di Vol. 8 (1975), all'epoca il più recente lavoro di studio dell'artista.

## Contenuti
La raccolta, composta da otto brani usciti tra il 1967 e il 1975, contiene il brano Il pescatore, pubblicata in origine solamente su singolo. Nelle altre tracce, Il testamento e la Canzone dell'amore perduto sono presenti nelle reincisioni uscite rispettivamente sugli album Volume 3º, e Canzoni. Questa è a tutti gli effetti la un'antologia di De André con materiali usciti per case discografiche anche distinte, ma convogliate nel tempo sotto un'unica distribuzione, dalla Bluebell alla Produttori Associati/Ricordi, sotto il cui marchio esce inizialmente il disco (già nella serie economica della Ricordi, la "Orizzonte"), per venire molto presto ristampato dalla casa madre, con uguale numero di catalogo.

## Tracce
1. Il pescatore – 2:20
2. Bocca di Rosa – 3:08
3. Le passanti – 3:51
4. Canzone dell'amore perduto – 3:21
5. La cattiva strada – 4:36
6. Un giudice – 2:58
7. Il testamento – 3:47
8. Verranno a chiederti del nostro amore – 4:24